# Pteronymia andreas
Pteronymia andreas är en fjärilsart som beskrevs av Archibald C. Weeks 1901. Pteronymia andreas ingår i släktet Pteronymia och familjen praktfjärilar. Inga underarter finns listade.